# خووپیاتن
خووپیاتن (به لهستانی:  Chłopiatyn) یک روستا در لهستان است که در گمینا دووخوبچوو واقع شده‌است. خووپیاتن ۱۶۳ نفر جمعیت دارد.